# Olympia Yvan-Cournoyer
L'Olympia Yvan-Cournoyer est un aréna et complexe sportif situé à Drummondville au Québec (Canada).

## Histoire
Il a été construit en 1972 par la municipalité de Drummondville-Sud.
Le nom a été donné en l'honneur du hockeyeur Yvan Cournoyer. 

### Rénovations
L'aréna, qui était très rudimentaire, a été amélioré vers 1981, lors de la fusion de Drummondville-Sud avec Drummondville. 
Au mois de mars 2007, l'Olympia Yvan-Cournoyer a été agrandi. Une patinoire de dimension olympique a été ajoutée. Cette nouvelle partie a coûté 5,5 millions de dollars et son inauguration a eu lieu vers la fin du mois de septembre 2007. 
En 2017, la ville de Drummondville a annoncé que le système de réfrigération et la dalle de béton de la patinoire de dimension olympique seraient remplacés en 2018.

## Galerie

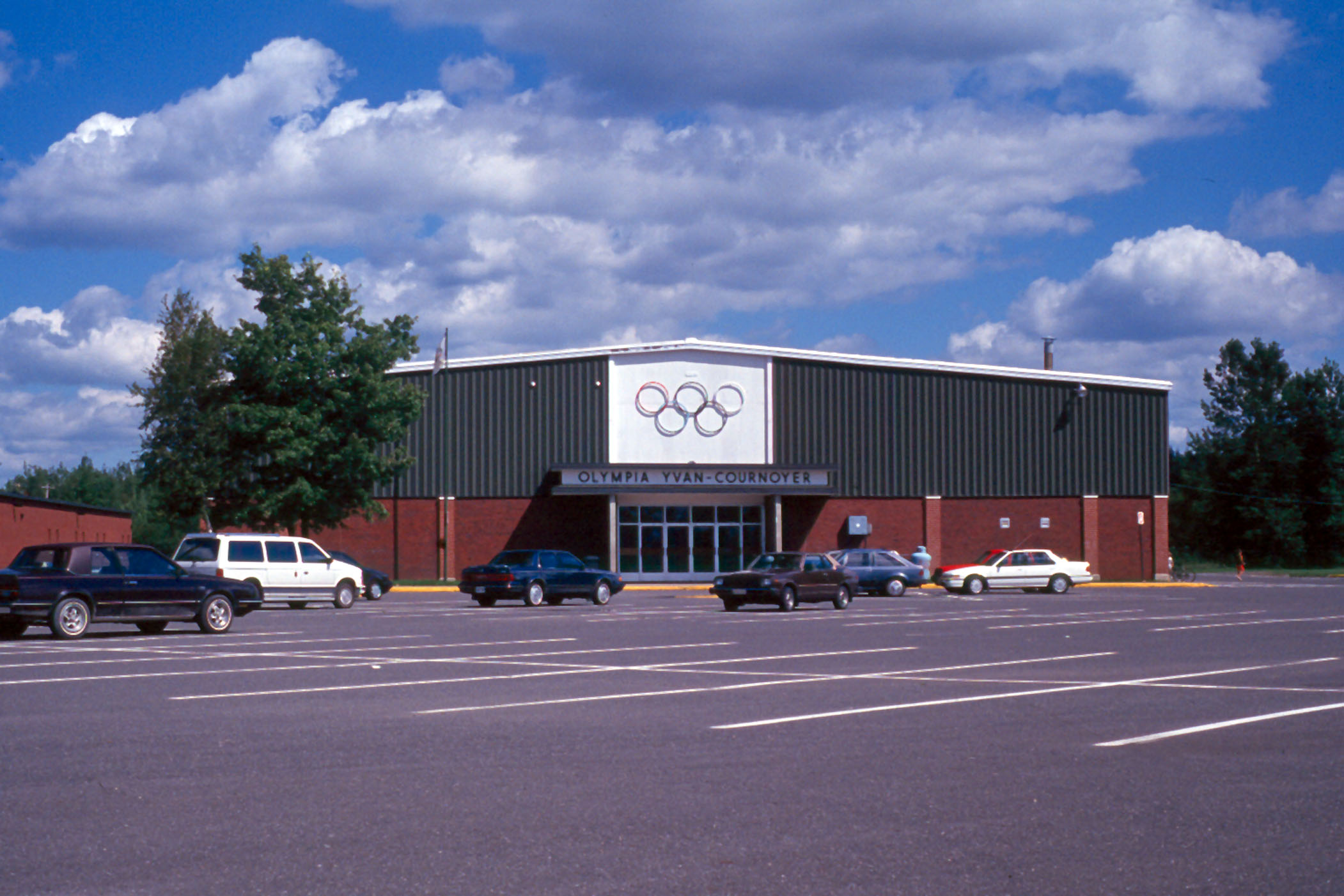
Ancien look de l'aréna
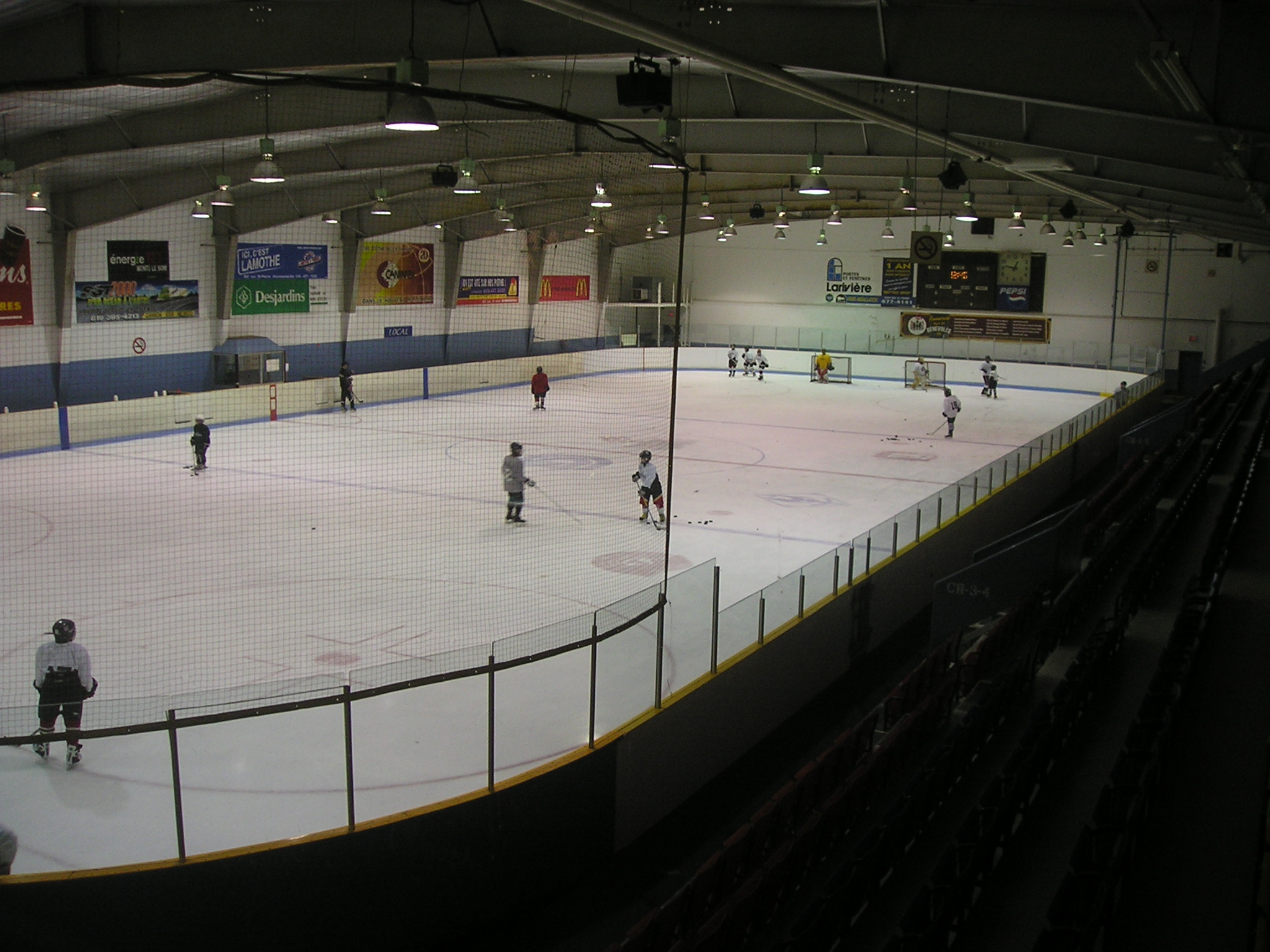
Glace Numéro 1
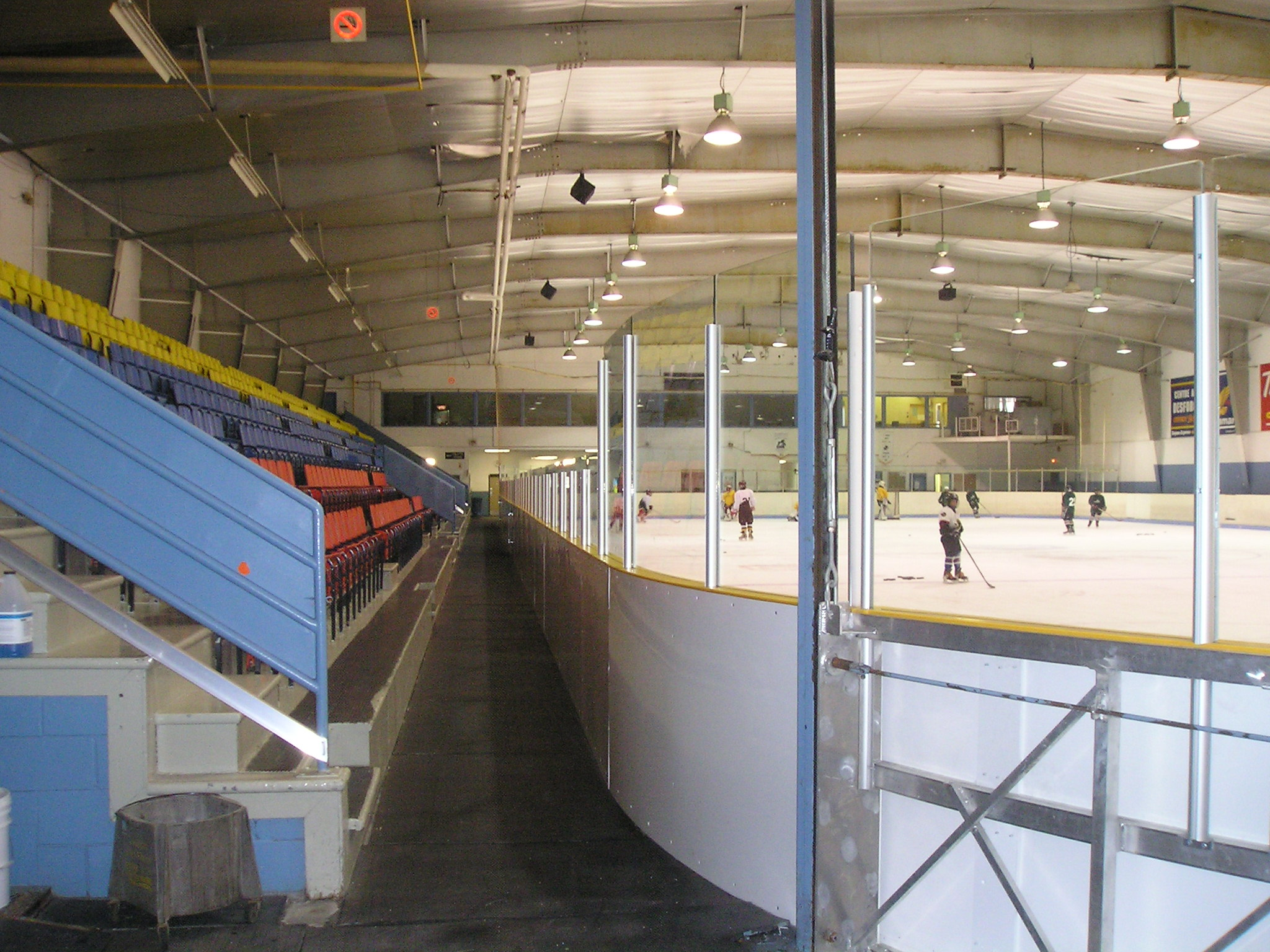
Vue d'ensemble de la vieille partie
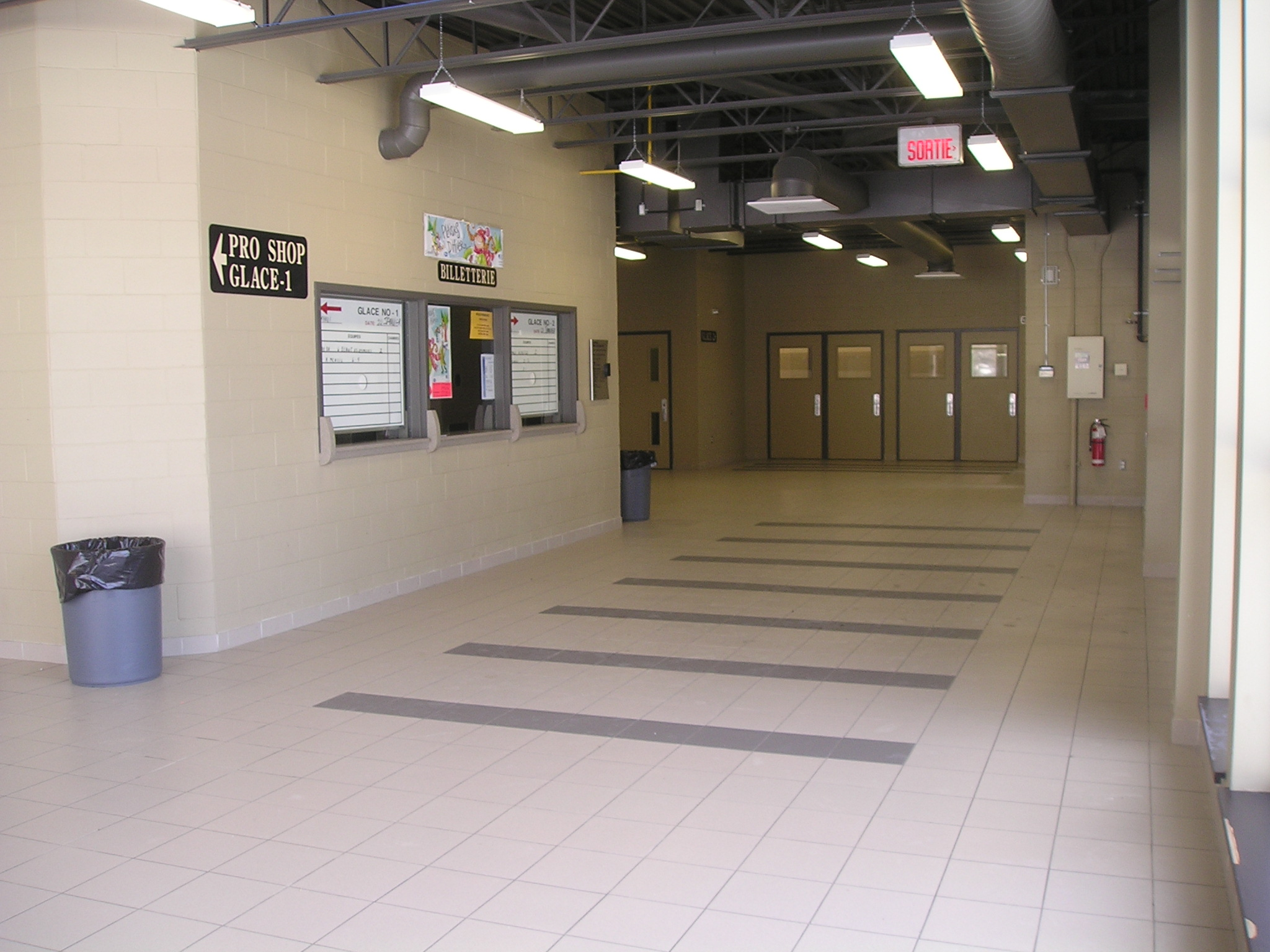
Nouveau Hall
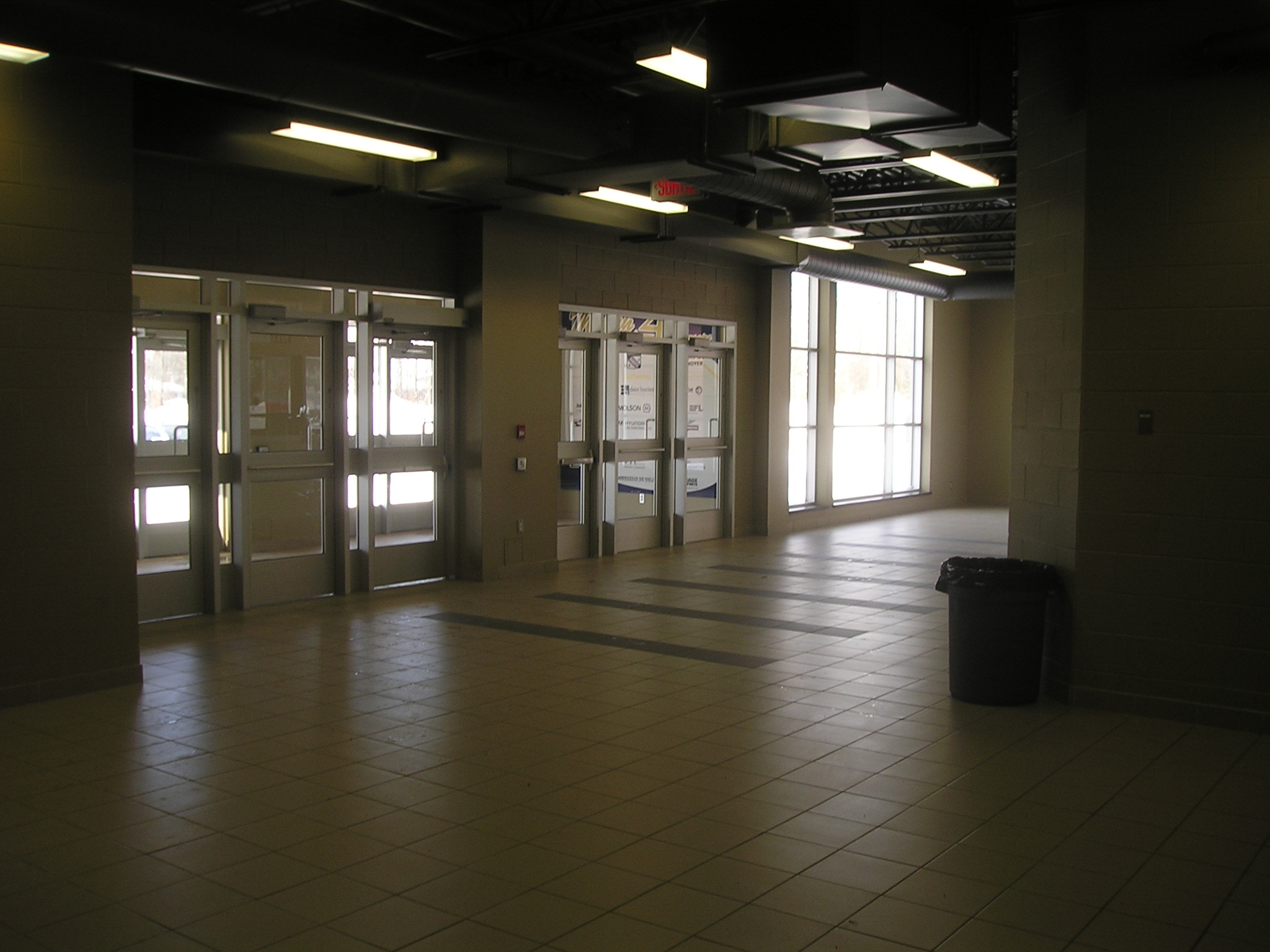
Nouveau Hall d'un autre angle
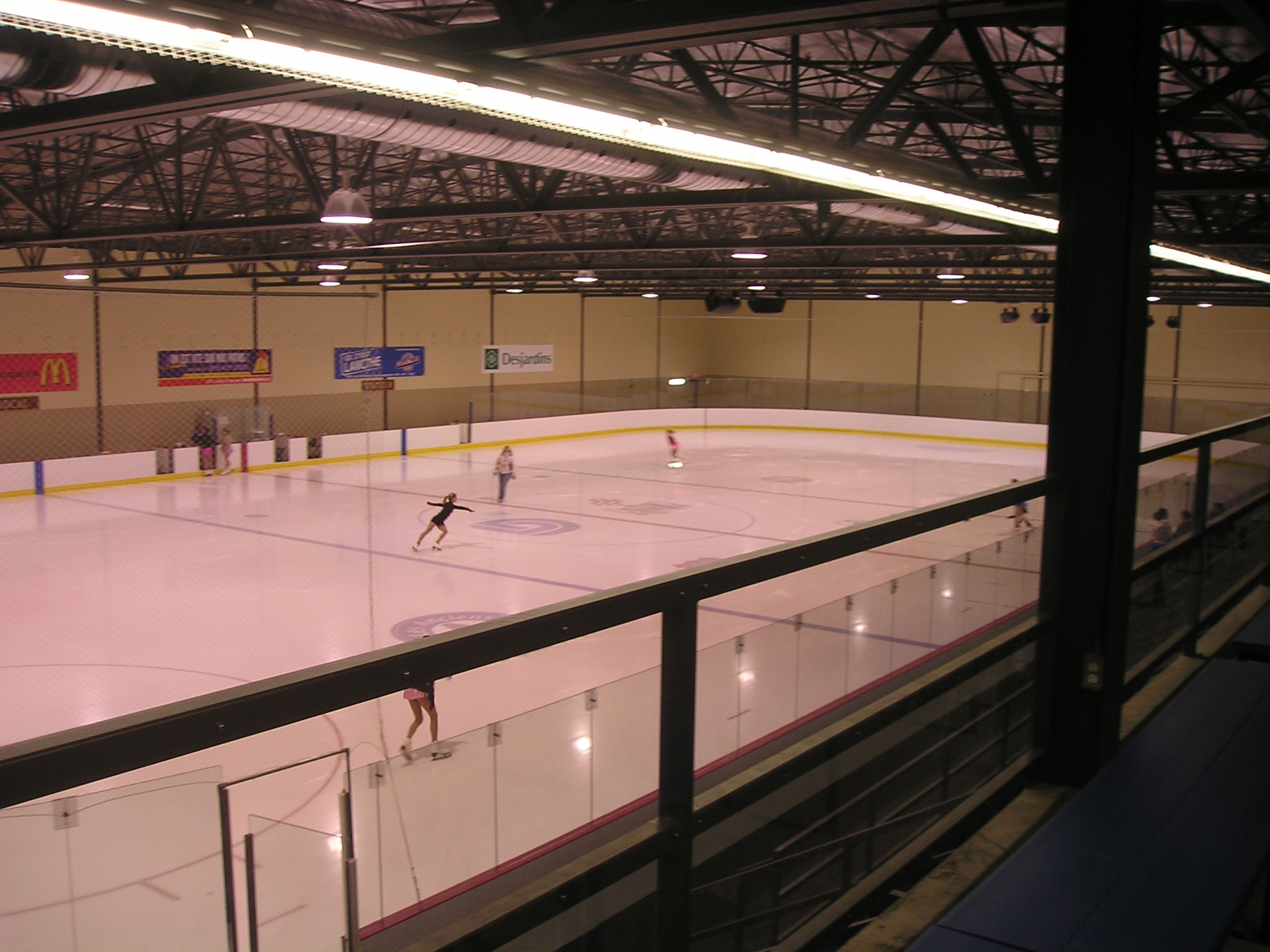
Glace Numéro 2
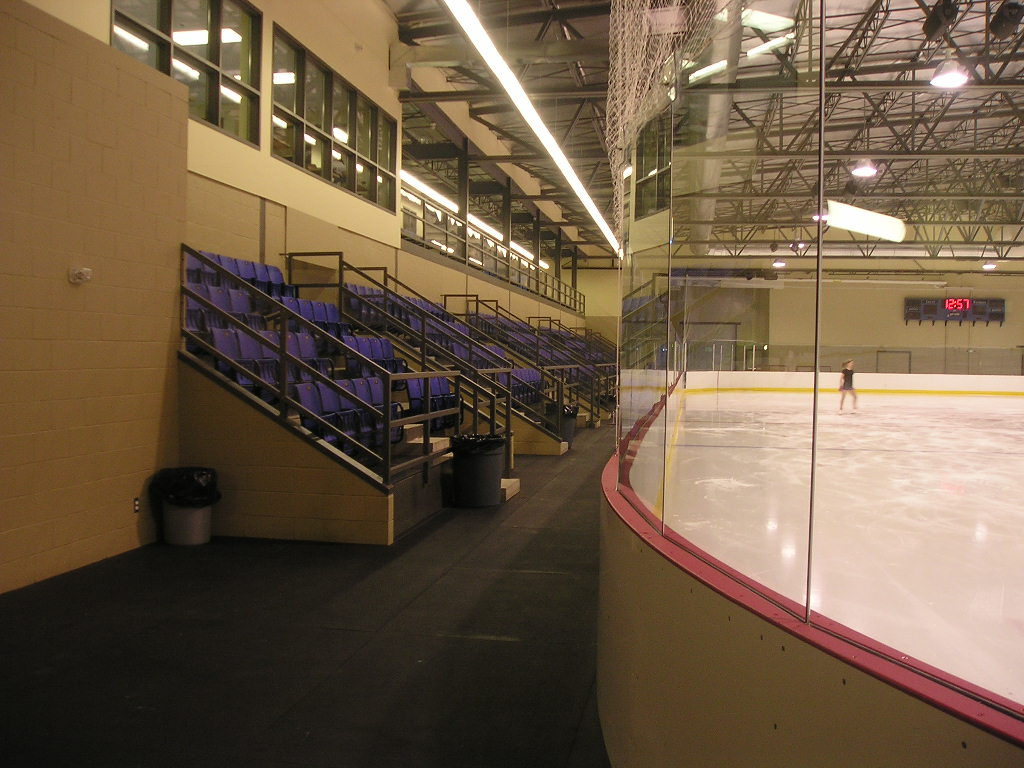
Vue d'ensemble de la nouvelle partie
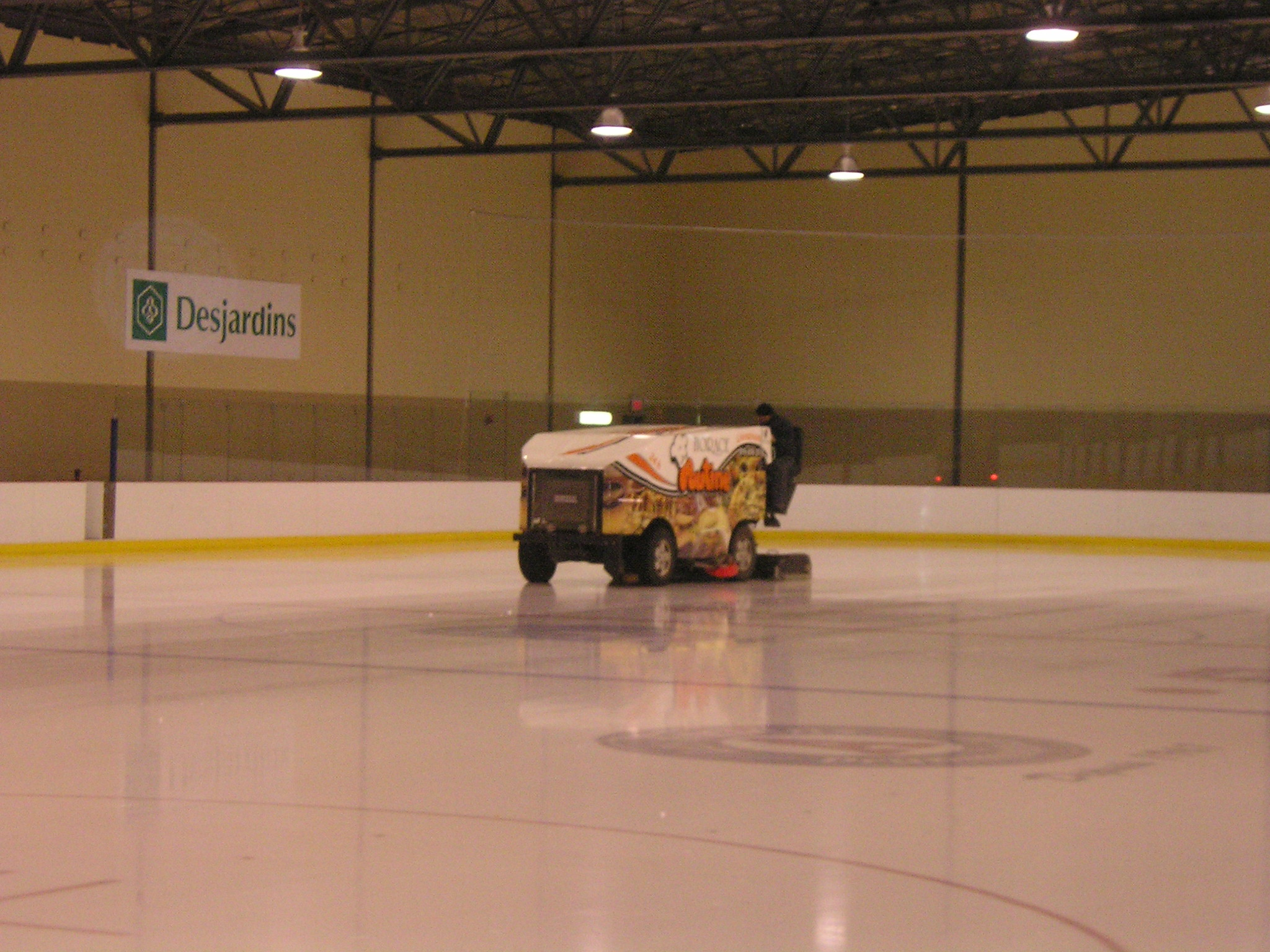
L'employé municipal Jacques Godbout
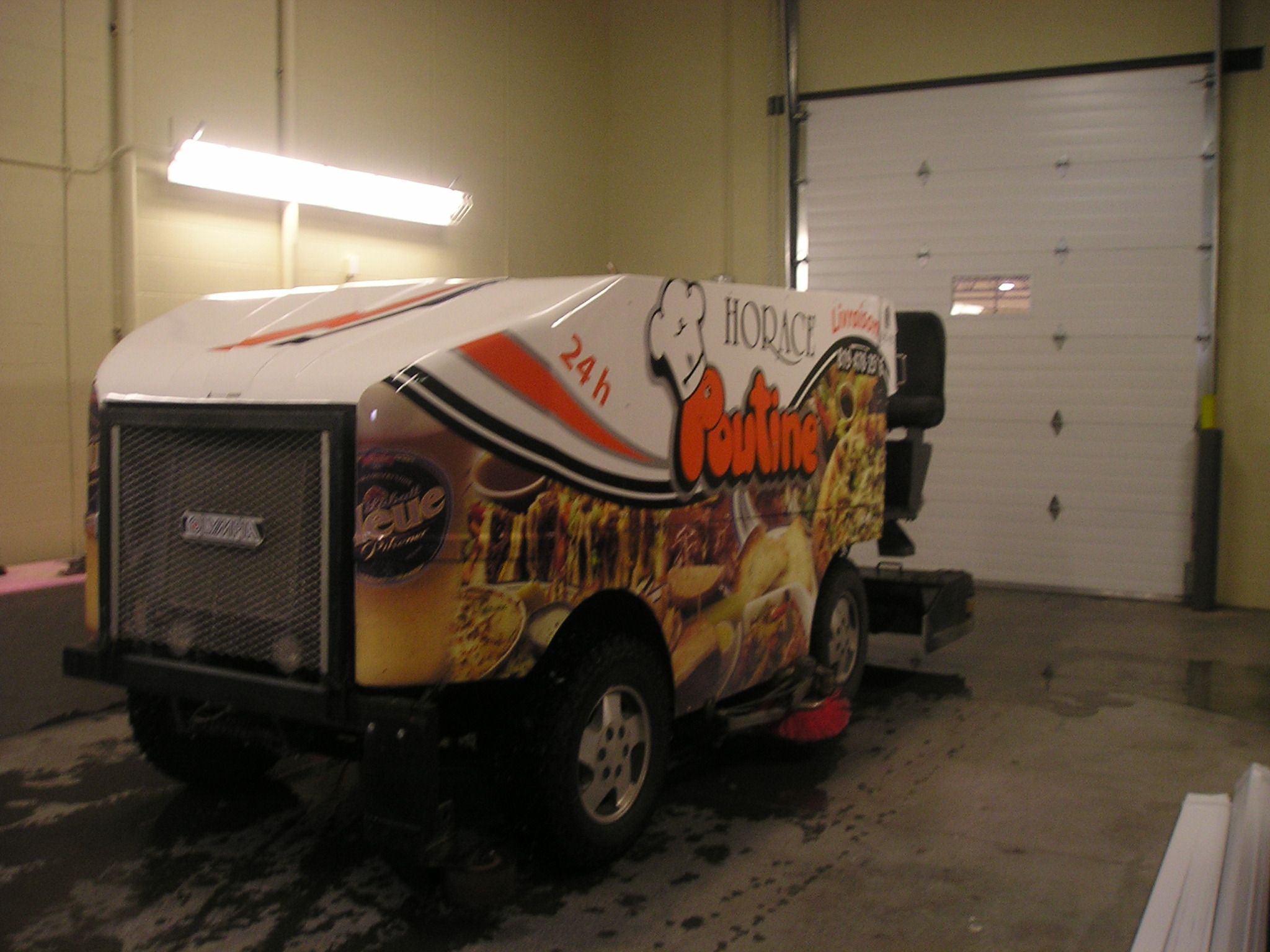
Resurfaceuse